# Mary (tỉnh)
Tỉnh Mary (tiếng Turkmen: Mary welaýaty, Мары велаяты) là một trong những welayatlar (tỉnh) của Turkmenistan. Tỉnh Mary tọa lạc ở phía nam-đông của quốc gia này, giáp biên giới với các tỉnh Herat, Badghis và Faryab của Afghanistan. Tỉh lỵ của nó là thành phố Mary. Diện tích của tỉnh là 87.150 km2 và dân số 1.480.400 người (năm 2005). Mật độ dân số trung bình là khoảng 15 người trên mỗi km vuông.
Năm 2000, Mary tỉnh chiếm 23% dân số của Turkmenistan, 19% số công việc, 26% sản xuất nông nghiệp (theo giá trị), và 21% của sản xuất công nghiệp của Turmenistan. Công nghiệp bao gồm tự nhiên khai thác khí (mỏ khí Iolotan), phát điện, dệt may, thảm dệt, hóa chất và công nghiệp thực phẩm. Năm 2001, sản lượng điện của tỉnh chiếm 74% của lượng điện năng của Turkmenistan còn khai thác khí tự nhiên chiếm 26% tổng sản lượng. Theo các nguồn khác, tỉnh Mary chiếm 81% sản lượng phân bón, 40% hàng dệt, 81% da thuộc, và 23% của giày dép. Mary nông nghiệp sản xuất 31% của sợi bông của Turkmenistan và 32% dầu thực vật của nó .
Nông nghiệp tỉnh trong tỉnh Mary được tưới tiêu bởi kênh Karakum, chạy từ đông sang tây qua trung tâm của tỉnh, và sông Murghab, chạy về phía nam đến bắc, đi vào các tỉnh từ Afghanistan. Trong khi phần phía bắc của tỉnh nằm trong vùng sinh thái sa mạc phía nam Trung Á, phần phía nam của tỉnh được đặc trưng bởi một thảo nguyên sa vẳn pistachio và sa mạc, được phân loại như bán sa mạc Badkhiz-Karabil.
Merv cổ đại, được UNESCO công nhận di sản thế giới, là điểm thu hút khảo cổ chính tỉnh của tỉnh. Đây là một trong những thành phố ốc đảo bảo tồn tốt nhất trên con đường tơ lụa cổ đại.
Tỉnh lỵ Mary nằm tại giao điểm của sông Murghab với kênh Karakum. Các thành phố khác Baýramaly (tiếng Nga: Байрам-Али), Ýolöten (Iolotan, tiếng Nga: Иолотань), và Serhetabat (tiếng Nga: Серхетабад, trước đây là Turkmen: Guşgy, tiếng Nga: Кушка) trên biên giới với Afghanistan.